# Mikołaj Serebrennikow
Niektóre z zamieszczonych tu informacji wymagają weryfikacji.
Dokładniejsze informacje o tym, co należy poprawić, być może znajdują się w dyskusji tego artykułu.
 Po wyeliminowaniu niedoskonałości należy usunąć szablon [[Szablon:Dopracować|]] z tego artykułu.
Mikołaj Serebrennikow, także Nikołaj Sierebrennikow (ur. 21 września 1873 w Ostrowi koło Łomży, zm. 18 lutego 1951 w Warszawie) – kupiec, rosyjski działacz społeczny i polityczny, poseł na Sejm I kadencji.

## Życiorys
Urodził się na Mazowszu w rodzinie rosyjskich ziemian. Po ukończeniu prawa zajął się działalnością społeczną i polityczną. W 1922 roku wybrano go posłem z listy Bloku Mniejszości Narodowych, jako jedyny przynależał do Klubu Rosyjskiego Zjednoczenia Narodowego w Sejmie. Podczas debat parlamentarnych protestował przeciwko wyburzeniu soboru prawosławnego na pl. Saskim.
Od 1926 roku prowadził polsko-rosyjskie wydawnictwo oraz księgarnię „Rossica” w Warszawie. Był delegatem mniejszości rosyjskiej (członkiem Rady Naczelnej Rosyjskiego Zjednoczenia Narodowego w Polsce) na Kongres Mniejszości Narodowych w Genewie w 1928 roku.
Był trzykrotnie żonaty, ostatni raz z Wierą Ciechanowicz – lekarką pochodzenia polsko-ukraińskiego, która do Polski dostała się wraz z nacierającymi wojskami bolszewickimi i została wzięta do niewoli. Prowadziła ona ośrodki zdrowia: w Babicach pod Warszawą oraz po wojnie – w Pozezdrzu koło Węgorzewa. Mieli dwóch synów.
Po II wojnie światowej do marca 1949 był prezesem Rosyjskiego Towarzystwa Dobroczynności w Łodzi.
Posiada symboliczny grób na cmentarzu komunalnym w Iławie (Sektor: P, Rząd: IV, Numer 8).